# Gold River
Gold River est un village-municipalité de Colombie-Britannique, dans le centre de l'île de Vancouver, au Canada.

## Démographie
| 2001  | 2006  | 2011  | 2016  |
| ----- | ----- | ----- | ----- |
| 1 359 | 1 362 | 1 267 | 1 212 |